# (5697) Arrhenius
(5697) Arrhenius est un astéroïde de la ceinture principale. Il tire son nom de Svante August Arrhenius, chimiste suédois qui reçut notamment le prix Nobel de Chimie en 1903.

## Description
(5697) Arrhenius est un astéroïde de la ceinture principale. Il fut découvert le 24 septembre 1960 à l'observatoire Palomar par Cornelis Johannes van Houten, Ingrid van Houten-Groeneveld et Tom Gehrels. Il présente une orbite caractérisée par un demi-grand axe de 3,14 UA, une excentricité de 0,07 et une inclinaison de 13,7° par rapport à l'écliptique.

## Compléments